# Pont de Tolbiac
Ne doit pas être confondu avec Viaduc de Tolbiac.
Le pont de Tolbiac est un pont situé à Paris, construit entre 1879 et 1882.

## Situation et accès
Le pont de Tolbiac relie le quai de Bercy dans le 12e arrondissement à la rue Neuve-Tolbiac dans le 13e.
Ce site est desservi par la ligne 14 du métro à la station Cour Saint-Émilion.

## Architecture

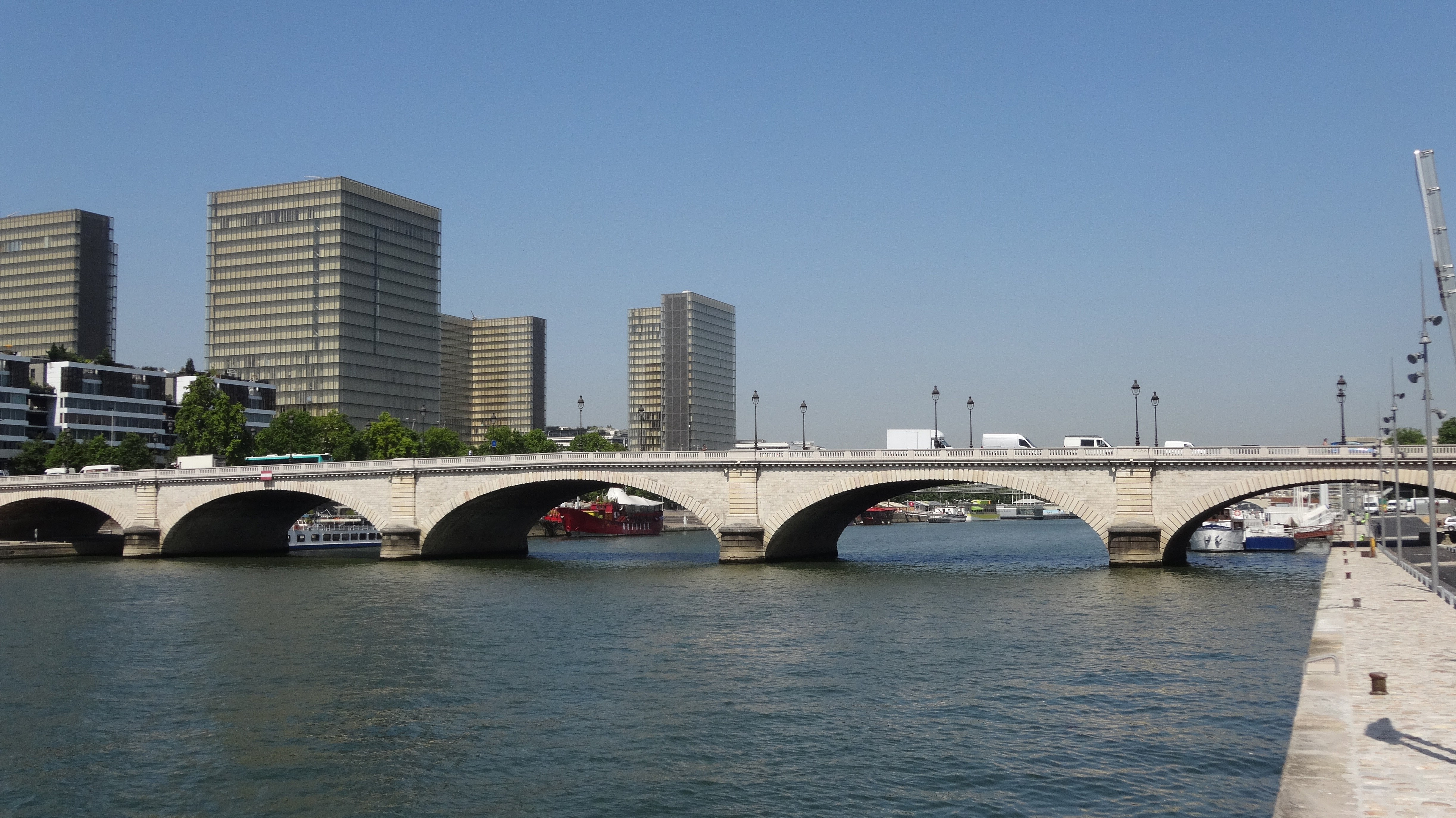
Pont de Tolbiac avec la bibliothèque François-Mitterrand en arrière-plan.

D'une longueur totale de 168 m, comportant cinq arches elliptiques de 29 m, 35 m, 32 m d'ouverture, le pont de Tolbiac fut construit afin de créer un passage intermédiaire entre le pont National et le pont de Bercy, qui lui préexistaient mais étaient relativement éloignés l'un de l'autre. Il fut inauguré en 1882.

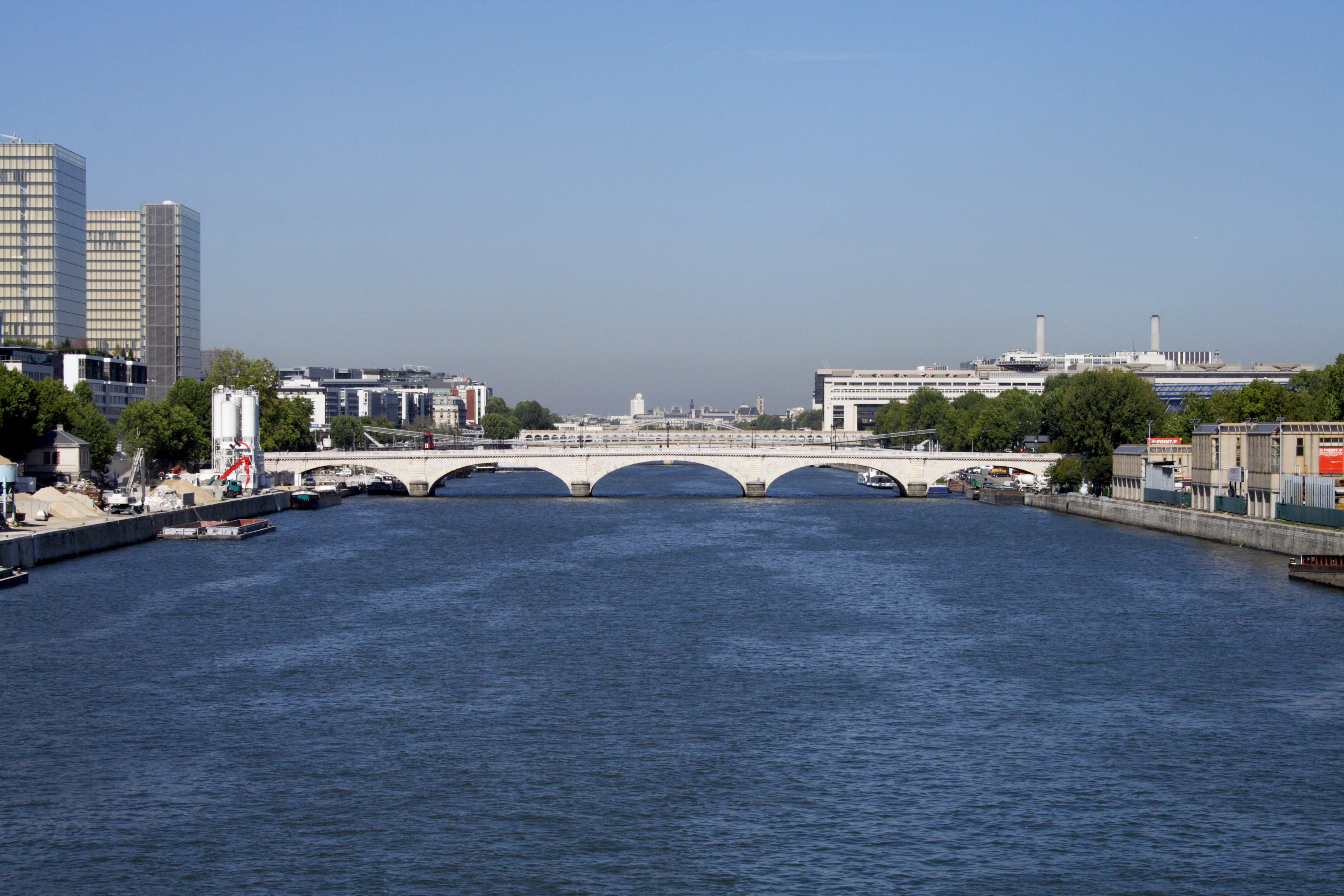
Vue générale du pont, avec, à gauche, la BnF, et au fond à droite, le quartier de Bercy.
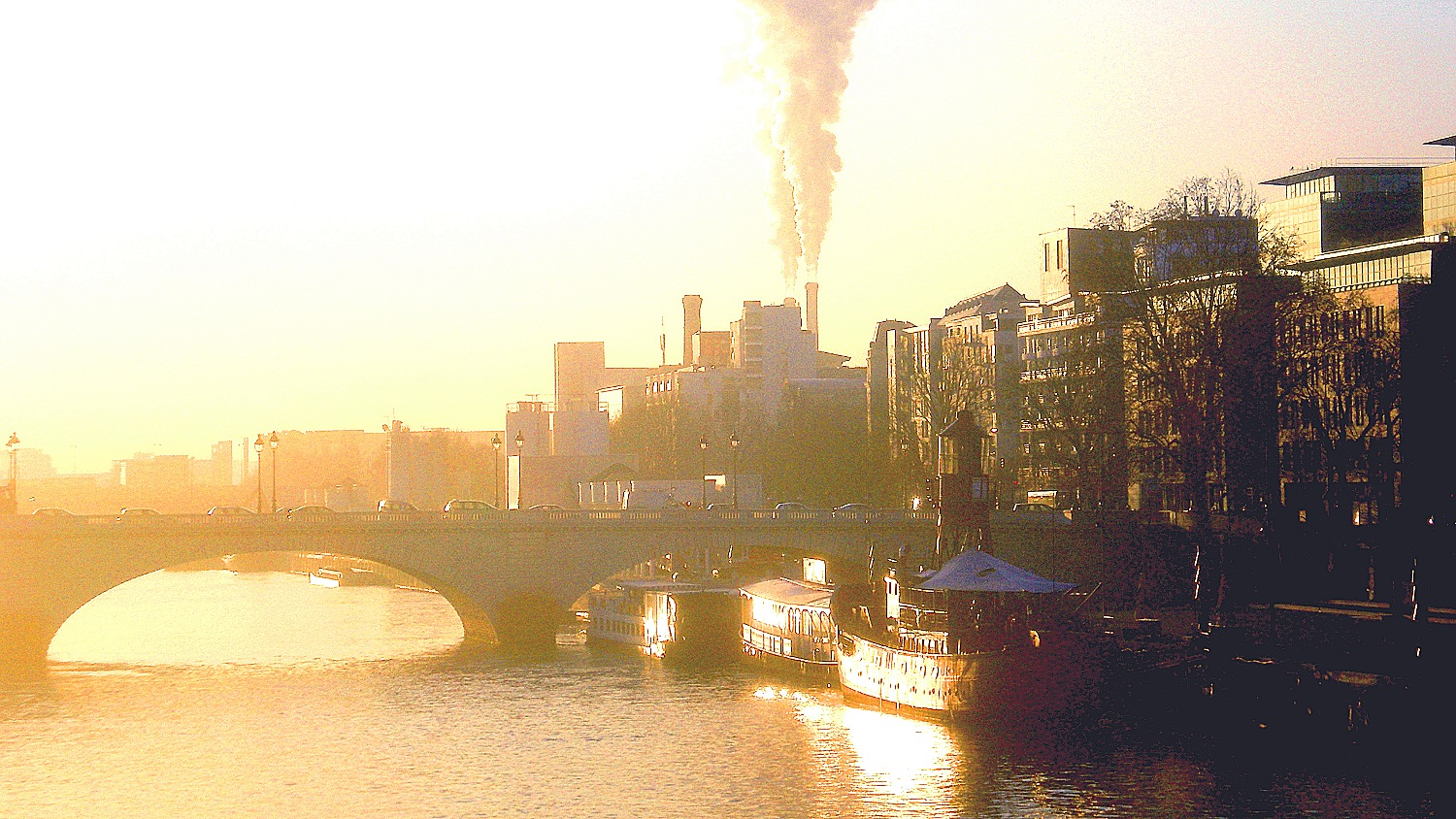
Pont de Tolbiac et port de la Gare au soleil levant.
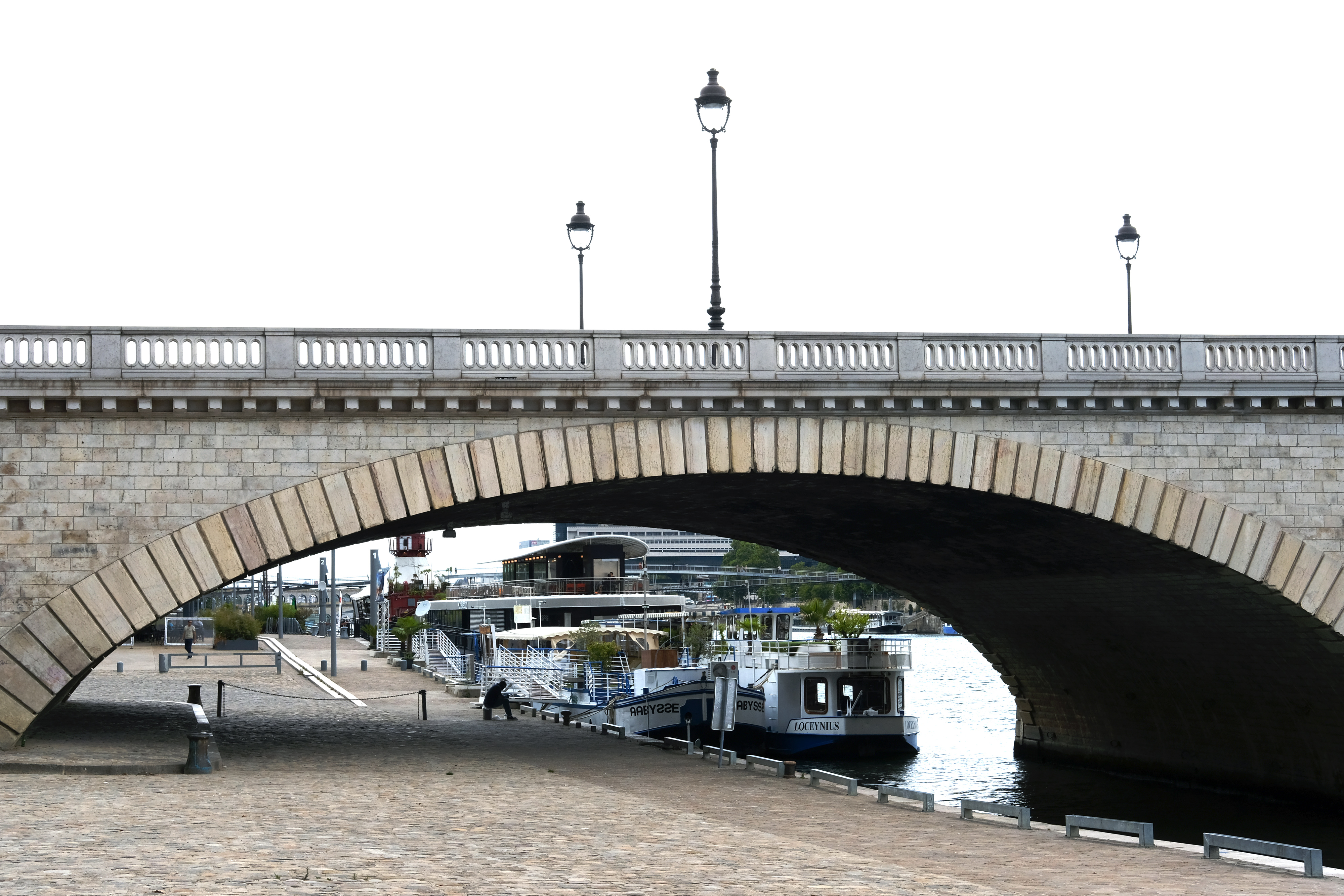
Détail d'une arche.

## Origine du nom
Il porte le nom de la bataille de Tolbiac, victoire remportée par Clovis en 496 contre les Alamans, en raison de sa proximité avec la rue éponyme.

## Historique
Le pont de Tolbiac date de la vague d'urbanisation des quartiers de l'est de la capitale pendant la seconde moitié du XIXe siècle. Sa construction est décidée en 1876 par le vote du conseil municipal. Les travaux, financés par la ville, débutent en 1879 et s'achèvent trois ans plus tard.
L’édifice fut endommagé en 1890 par les glaces de janvier et reconstruit en 1893.
Lors de la crue de la Seine de 1910, il a servi de déversoir des déchets au cours de l'opération Ordures au fil de l'eau, mise en place par le préfet Lépine.
Le 3 octobre 1943, au cours du bombardement de la centrale électrique de Chevilly-Larue, un avion Douglas Boston du groupe de bombardement Lorraine est touché par la Flak. Afin d'épargner l'agglomération, le lieutenant pilote Yves François Lamy dirige l'appareil vers la Seine. L'avion percute le pont de Tolbiac avant de s'abîmer dans le fleuve. Aucun des quatre membres de l'équipage, qui appartenaient tous aux Forces aériennes françaises libres, ne survécut. Deux plaques commémorent encore aujourd'hui l'événement et rendent hommage aux quatre aviateurs qui trouvèrent la mort pour « épargner Paris ».
À partir de la fin des années 1980, Jérôme Pacman commence à organiser des after parties sous le pont de Tolbiac, où les danseurs nocturnes, toujours pas fatigués au lever du soleil, continuaient à bouger sur le rythme effréné d'une musique d'un nouveau genre, l'acid techno.

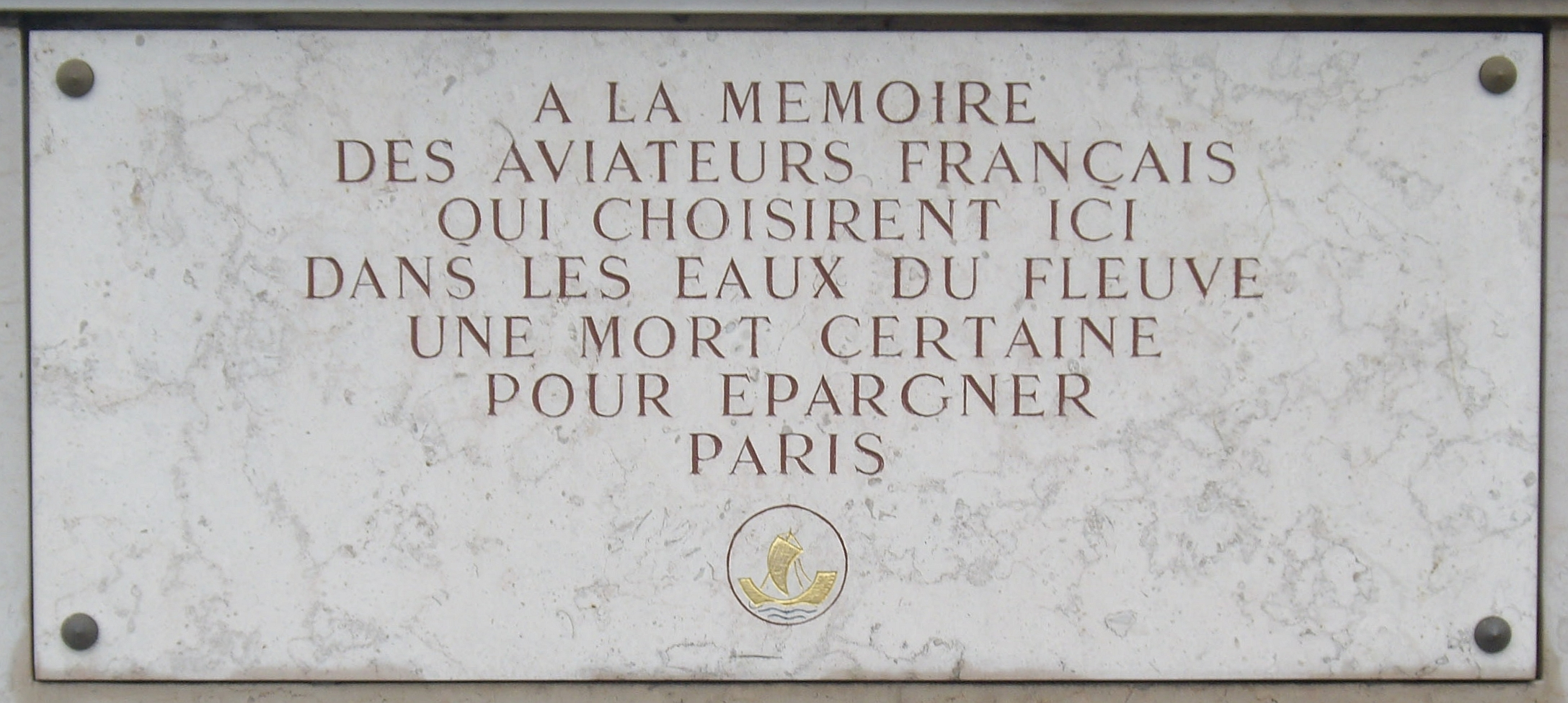
Plaque sur le pont de Tolbiac en mémoire des aviateurs français s'étant abîmés dans la Seine pour épargner Paris le 3 octobre 1943.
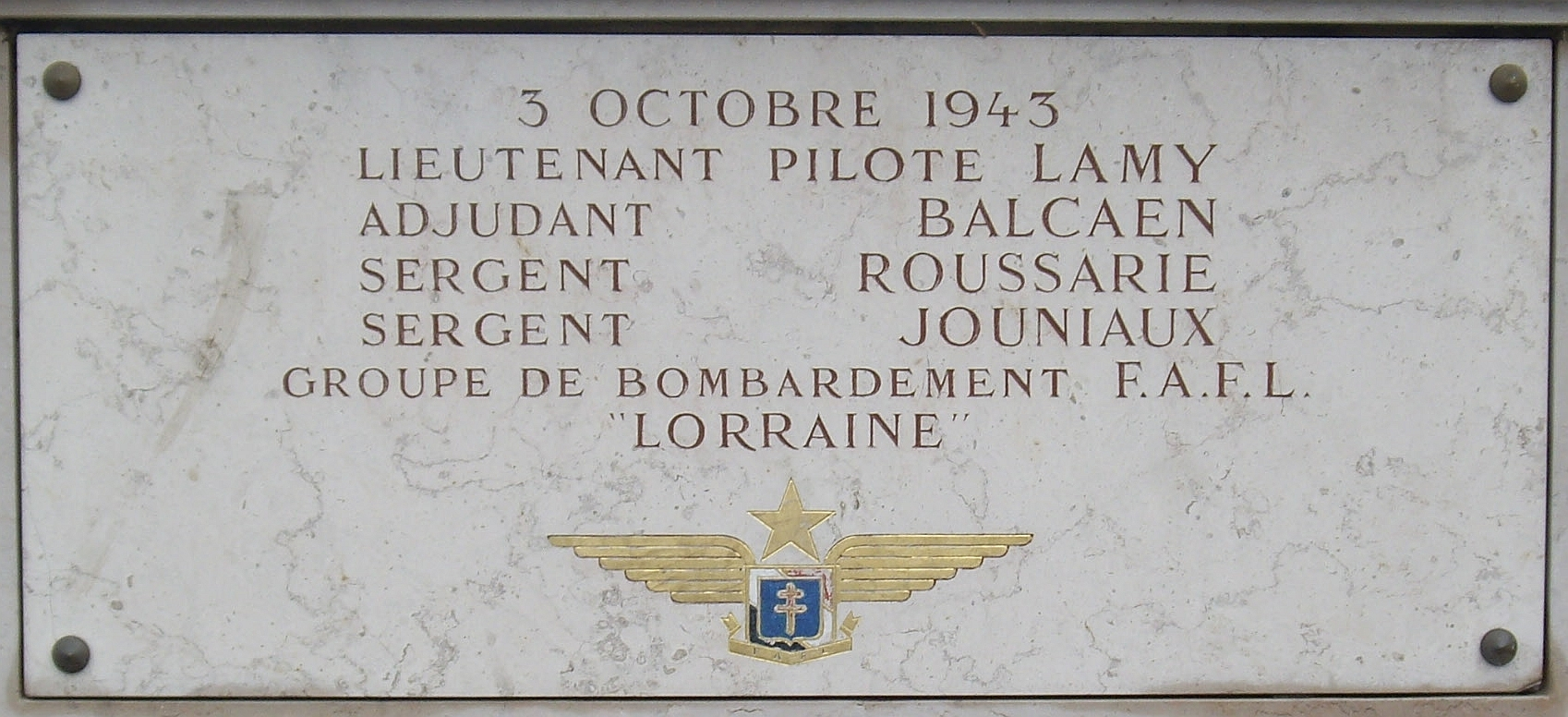
Seconde plaque en mémoire des aviateurs français.
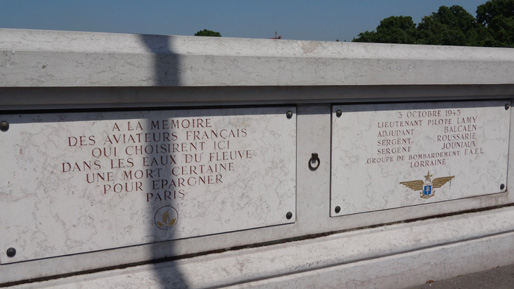
Les deux plaques d'aviateurs du pont.

## Dans la culture
Le pont est le lieu de la scène finale du film Le Jeu (2018) de Fred Cavayé avec un panoramique sur le pont où Ben arrête sa Smart pour faire ses exercices physiques sur le trottoir.
Brouillard au pont de Tolbiac est une bande dessinée de Jacques Tardi parue en 1982 aux éditions Casterman, d’après le roman éponyme de Léo Malet édité en 1956 aux éditions Robert Laffont.